# Dědické právo
Dědické právo může být chápáno jako právní odvětví, resp. pododvětví občanského práva, tedy jako objektivní právo, nebo jako subjektivní právo konkrétního subjektu práva na pozůstalost.

## Objektivní právo
Právní úpravu dědění v České republice v současné době upravuje občanský zákoník ve své třetí části, hlavě třetí. Současné české dědické právo je založeno na těchto zásadách:
- Dědické právo vzniká smrtí zůstavitele.
- Právním důvodem dědění může být dědická smlouva, zákon, závěť nebo jejich kombinace.
- Dědic má právo dědictví odmítnout.
- Dědictví, které nenabyl žádný dědic, nabude stát jako dědic na základě právní fikce.
- Přechod práv a závazků děděním má charakter univerzální sukcese.
- O dědictví se vede civilní soudní řízení, nabytí dědictví nebo jeho vypořádání potvrzuje soud (princip ingerence státu při nabývání dědictví).
- Při dědění se použije hmotné i procesní právo platné v době úmrtí zůstavitele.

## Subjektivní právo
Subjektivním dědickým právem, tj. právem dědit se rozumí oprávnění konkrétní osoby získat dědictví po určitém zůstaviteli nebo její poměrnou část, založené na předpokladech dědění, jimiž jsou:
- smrt zůstavitele předchází smrti dědice[1]
- existence pozůstalosti
- dědický titul – zákon nebo závěť (popř. dědická smlouva)
- způsobilý dědic (tj. absence důvodů pro dědickou nezpůsobilost)

### Promlčení dědického práva
Dědické právo se podle současné české právní úpravy nepromlčuje, protože dědictví se nabývá smrtí zůstavitele, takže již tím okamžikem přejde vlastnické právo k věcem náležejícím do pozůstalosti na zůstavitelovy dědice, o čemž je však rozhodováno až následně (zpětně s účinky ke dni úmrtí zůstavitele).
Promlčení však podléhá právo oprávněného dědice na vydání majetkového prospěchu od nepravého dědice.